# Hydroporus uenoi
Hydroporus uenoi är en skalbaggsart som beskrevs av Takeshiko Nakane 1963. Hydroporus uenoi ingår i släktet Hydroporus och familjen dykare. Inga underarter finns listade i Catalogue of Life.